# Comité Olympique Congolais
Das Comité Olympique Congolais ist das Nationale Olympische Komitee der Demokratischen Republik Kongo.
Das NOK wurde 1963 gegründet und 1968 vom Internationalen Olympischen Komitee anerkannt. Seit 2010 ist sein Präsident Amos Mbayo Kitenge und sein Generalsekretär seit dem 8. Juli 2017 Herman Mbonyo Lihumba.